# زمین‌لرزه آوریل ۱۹۵۵ چین
زمین‌لرزه چین  در تاریخ ۱۴ آوریل ۱۹۵۵ میلادی، برابر با ‎۲۴ فروردین ۱۳۳۴، ساعت ۱:۲۹:۰۰ به زمان یوتی‌سی در چین رخ داد. بزرگی آن ۷٫۵ در مقیاس Mw اعلام شده‌است. زمین‌لرزه به وقت محلی در روز پنج‌شنبه، ساعت ۹ روی داده و منطقه زمانی آن یوتی‌سی +۸ بوده‌است .
سازمان زمین‌شناسی آمریکا نیز جای این زمین‌لرزه را در مختصات ۳۰°۰۰′شمالی ۱۰۱°۴۸′شرقی / ۳۰°شمالی ۱۰۱٫۸°شرقی و بزرگی آنرا برابر با ۷٫۵ در مقیاس ریشتر اعلام کرده‌است. 
شمار کشتگان زلزله حدود ۹۴ نفر بوده‌است.تعداد زخمیان ۲۲۴ نفر برآورده شده‌است.